# Bolesław Barbacki

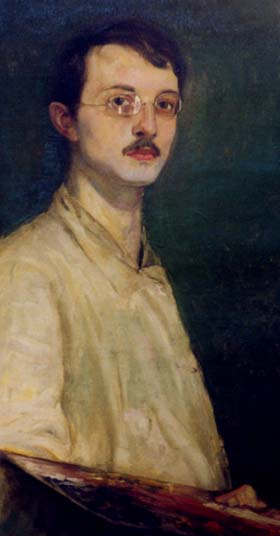
Autoportret z paletą (1915)

Bolesław Barbacki (ur. 10 października 1891 w Nowym Sączu, zm. 21 sierpnia 1941 w Biegonicach) – polski malarz, działacz społeczny, pedagog, aktor, reżyser. Znany jest głównie jako malarz portrecista. Jego twórczość i działalność patriotyczna związana jest z Nowym Sączem, gdzie się urodził, malował, organizował życie społeczne oraz zginął tragicznie, rozstrzelany przez hitlerowców w pobliskich Biegonicach.

## Życiorys
Bolesław Barbacki syn Leona Barbackiego i Heleny Barbackiej z Pawłowskich, urodził się 10 października 1891 r. w Nowym Sączu. Od wczesnego dzieciństwa przejawiał zainteresowanie rysunkiem. Już w wieku 5 lat jego ulubioną zabawą było szkicowanie ołówkiem na papierze. Jako uczeń gimnazjum w Nowym Sączu rozpoczął nadprogramowe lekcje rysunków u malarza Antoniego Broszkiewicza. W wieku 15 lat wraz z kolegą Romualdem Mossoczym założył patriotyczne Koło Filareckie, które gromadziło uczniów gimnazjum i za cel stawiało sobie przyswajanie rówieśnikom wartości patriotycznych. W tym okresie powstały jego pierwsze obrazy olejne na płótnie, których tematyka nawiązywała do tradycji powstań narodowych – „Ostatni Rzymianie”, „Powrót Legionów”, „Erynie”.
W latach 1910–1914 Barbacki studiował w krakowskiej Akademii Sztuk Pięknych, w klasie profesora Teodora Axentowicza. Równocześnie rozpoczął studia na Uniwersytecie Jagiellońskim, początkowo na Wydziale Filozoficznym, przenosząc się następnie na Wydział Prawa, który ukończył w 1916 r. W Akademii Sztuk Pięknych był wyróżniającym się studentem – w każdym semestrze otrzymywał I nagrodę w klasie, przyznawaną zwyczajowo przez prof. Axentowicza. Przed I wojną światową był członkiem Polskich Drużyn Strzeleckich.
W listopadzie 1914 r. po wybuchu wojny wyjechał wraz z ojcem i rodziną do Ischlu w Tyrolu. Kilka miesięcy, które tam spędził, wykorzystał na malowanie alpejskich pejzaży, portretowanie miejscowej inteligencji oraz poznawanie zbiorów malarstwa w Monachium i Salzburgu. Tęskniąc cały czas za domem powrócił w czerwcu następnego roku do Nowego Sącza.
Rok 1916 był przełomowy dla kariery artystycznej Barbackiego. Ukończył wówczas studia prawnicze, ale postanowił poświęcić się całkowicie malarstwu. Utwierdziła go w tym przekonaniu pierwsza publiczna wystawa jego prac, zorganizowana przez krakowskiego malarza Eugeniusza Grosa w nowosądeckim oddziale Czerwonego Krzyża. Wystawa ta została entuzjastycznie przyjęta, a uznanie z jakim spotkał się malarz i złożone zamówienia na portrety, przekonały go ostatecznie do rezygnacji z zawodu prawnika.
W 1918 roku zorganizował stałe Towarzystwo Dramatyczne w Nowym Sączu, w którym pracował jako aktor, reżyser, scenograf i instruktor aż do wybuchu II wojny światowej. W 1920 r. Barbacki rozpoczął pracę jako nauczyciel rysunku w gimnazjum żeńskim. Od października 1924 r. do czerwca roku 1925 przebywał w Paryżu, gdzie zajmował się głównie studiowaniem dzieł klasycznego malarstwa w Luwrze.
W 1926 r. założył trzyletnią krawiecką Szkołę Przemysłową Żeńską Towarzystwa Szkoły Ludowej w Nowym Sączu. Placówka ta, której był dyrektorem do 1937 r., miała na celu wykształcenie zawodowe ubogich dziewcząt z niższych warstw społecznych. Następnie w 1929 r. założył Wytwórnię Przemysłową Towarzystwa Szkoły Ludowej, która stała się miejscem pracy dla wielu absolwentek. W 1932 r. Barbacki został wybrany prezesem nowosądeckiego Towarzystwa Gimnastycznego Sokół, w którym działał od 1919 roku. Funkcję prezesa pełnił do 1939 r. rozszerzając ciągle działalność Sokoła i usprawniając jego organizację.
Po rozpoczęciu II wojny światowej i wkroczeniu Niemców do Nowego Sącza Barbacki pozostał w mieście i zajął się zabezpieczeniem biblioteki znajdującej się w Sokole oraz wyposażenia teatralnego Towarzystwa Dramatycznego. 20 stycznia 1941 r. został po raz pierwszy aresztowany przez gestapo. Wypuszczono go po miesiącu brutalnych przesłuchań. Mimo namowy wielu osób Barbacki nie zdecydował się ukrywać ani wyjechać z miasta. 2 lipca 1941 r. został ponownie aresztowany. W więzieniu wykonał swoje ostatnie prace, rysując na przemyconym papierze około 30 ołówkowych portretów współtowarzyszy niewoli. 21 sierpnia 1941 r. Bolesław Barbacki został rozstrzelany wraz z grupą 45 polskich więźniów przez hitlerowców w Biegonicach pod Nowym Sączem.

## Charakterystyka twórczości malarskiej
Malarstwo Bolesława Barbackiego jest najczęściej kojarzone z realistycznymi portretami olejnymi – są one dominującą formą w jego twórczości. W swoich obrazach dążył do możliwie najwierniejszego oddania cech portretowanej osoby. Unikał idealizowania postaci, stosowania symboliki i nowoczesnych form malarskich operujących schematem. Świadomie odrzucał ideologię współczesnych mu awangardowych kierunków, nie utożsamiał się z żadnym z ruchów ideowych ani żadną grupą twórczą.
Przez cały okres swojej twórczości dążył do doskonalenia swojego warsztatu w kierunku umiejętności wiernego oddania natury. Kładł nacisk na uzyskanie harmonii barw i światła. Jego późniejsze obrazy zawierają bardziej dynamiczną kompozycję tła pod względem zastosowanych w nim kolorów. Portretowane postaci są zawsze bardzo plastyczne, o wyraźnym rysunku bryły. W tematyce swojego malarstwa Barbacki sięgał również po motywy z pejzażem, wnętrzem lasu, drogą czy strumieniem. Malował też sceny z życia codziennego przy dworkach, martwą naturę, a także portrety zbiorowe i akty. Był artystą bardzo pracowitym, jego dorobek malarski to około 800 prac sztalugowych.

## Ordery i odznaczenia
- Złoty Krzyż Zasługi[1]
- Medal Niepodległości (17 września 1932)[2]

## Obrazy

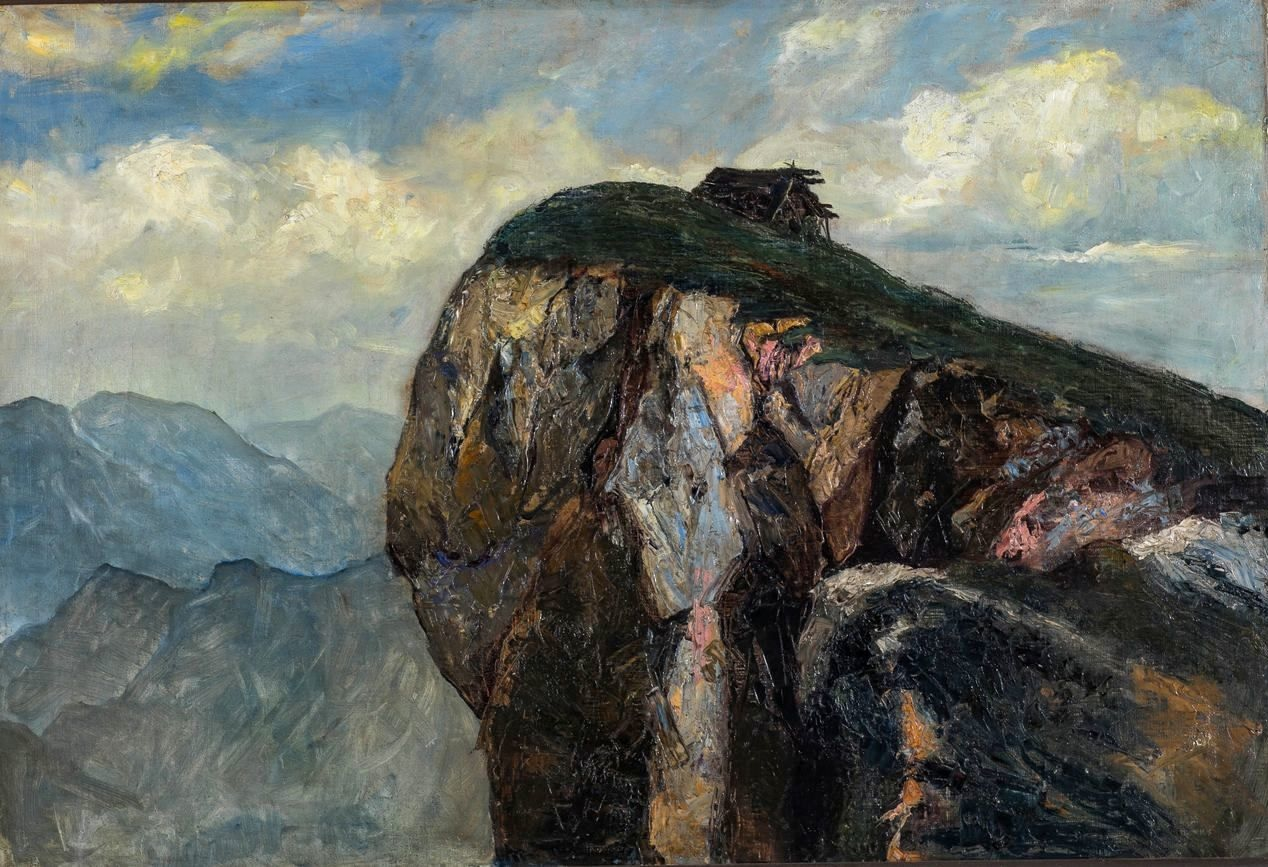
Szałas na skale z 1915 r. Muzeum Ziemi Sądeckiej
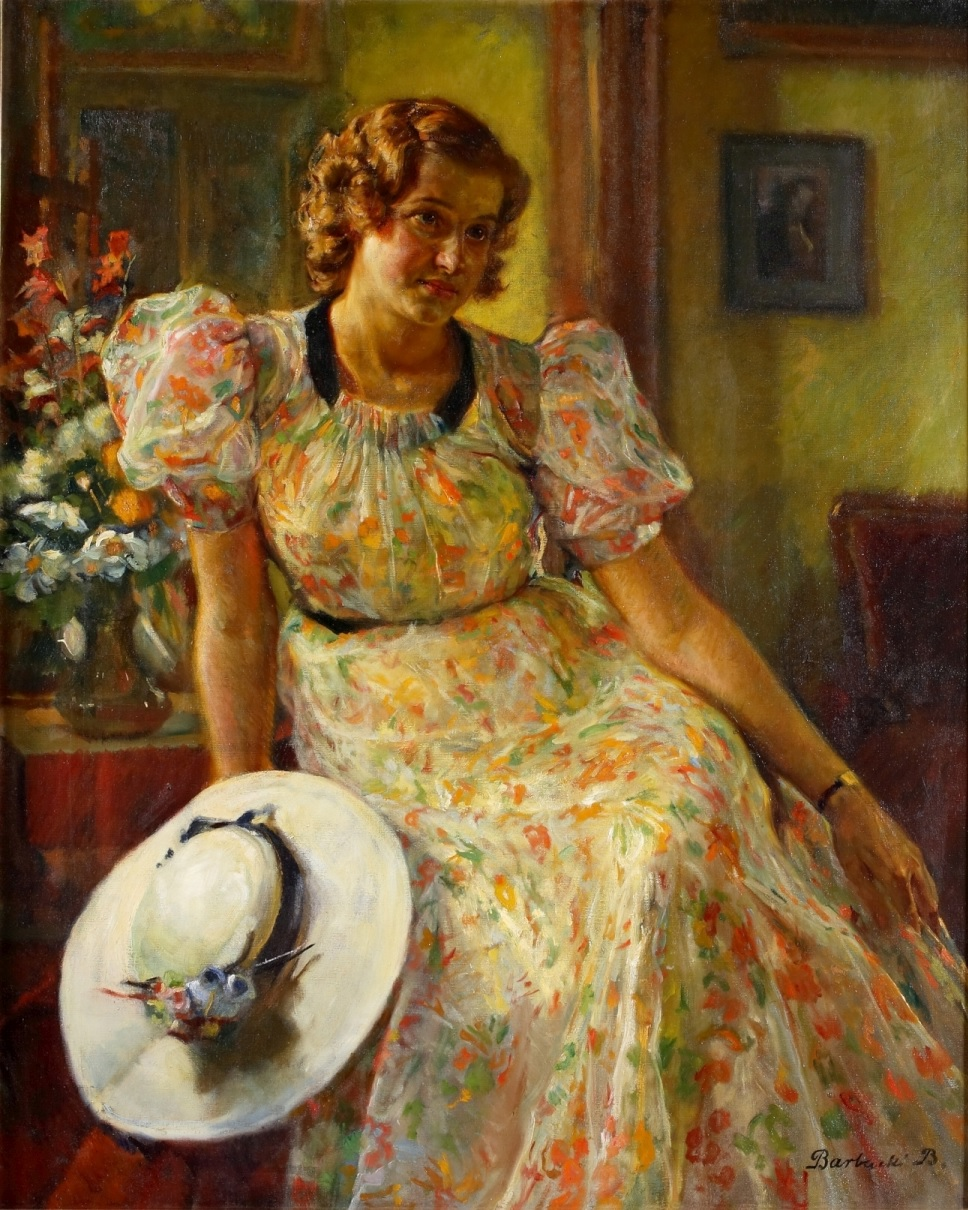
Portret Miry Łachówny z 1933 r. Muzeum Ziemi Kujawskiej i Dobrzyńskiej we Włocławku
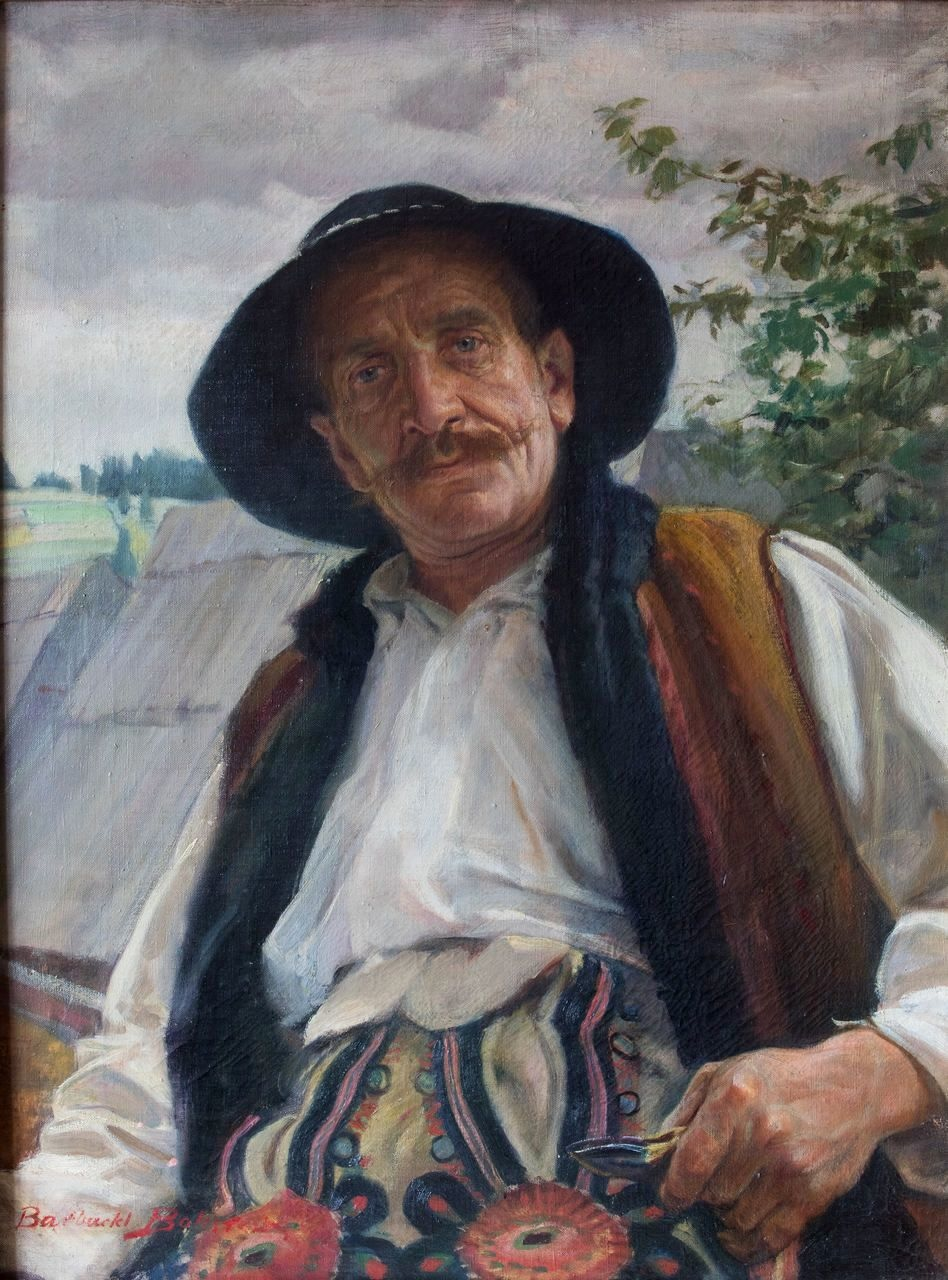
Baca z Białego Dunajca (Ludwik Cudzich) z 1933 r.
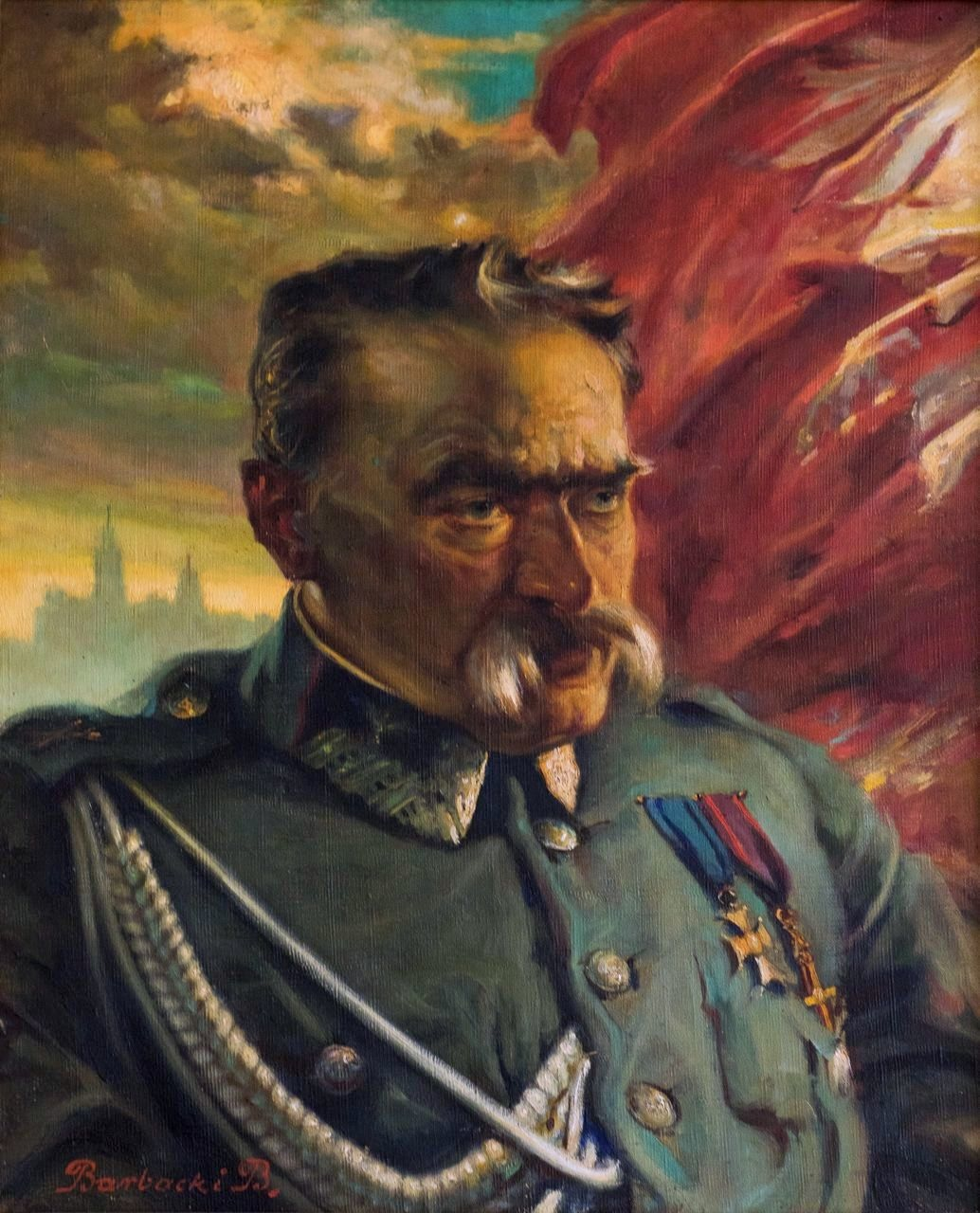
Józef Piłsudski z 1935 r. Muzeum Ziemi Sądeckiej
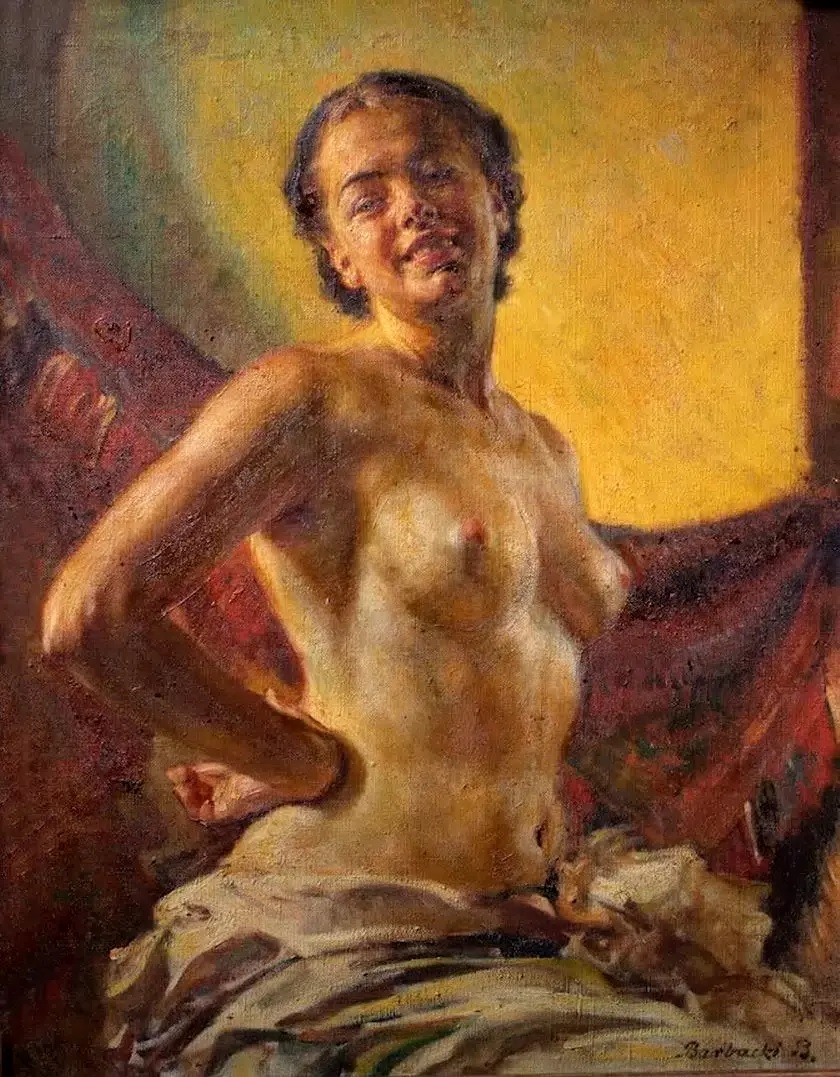
Danusia (Szaflarska) – półakt z 1938 r.
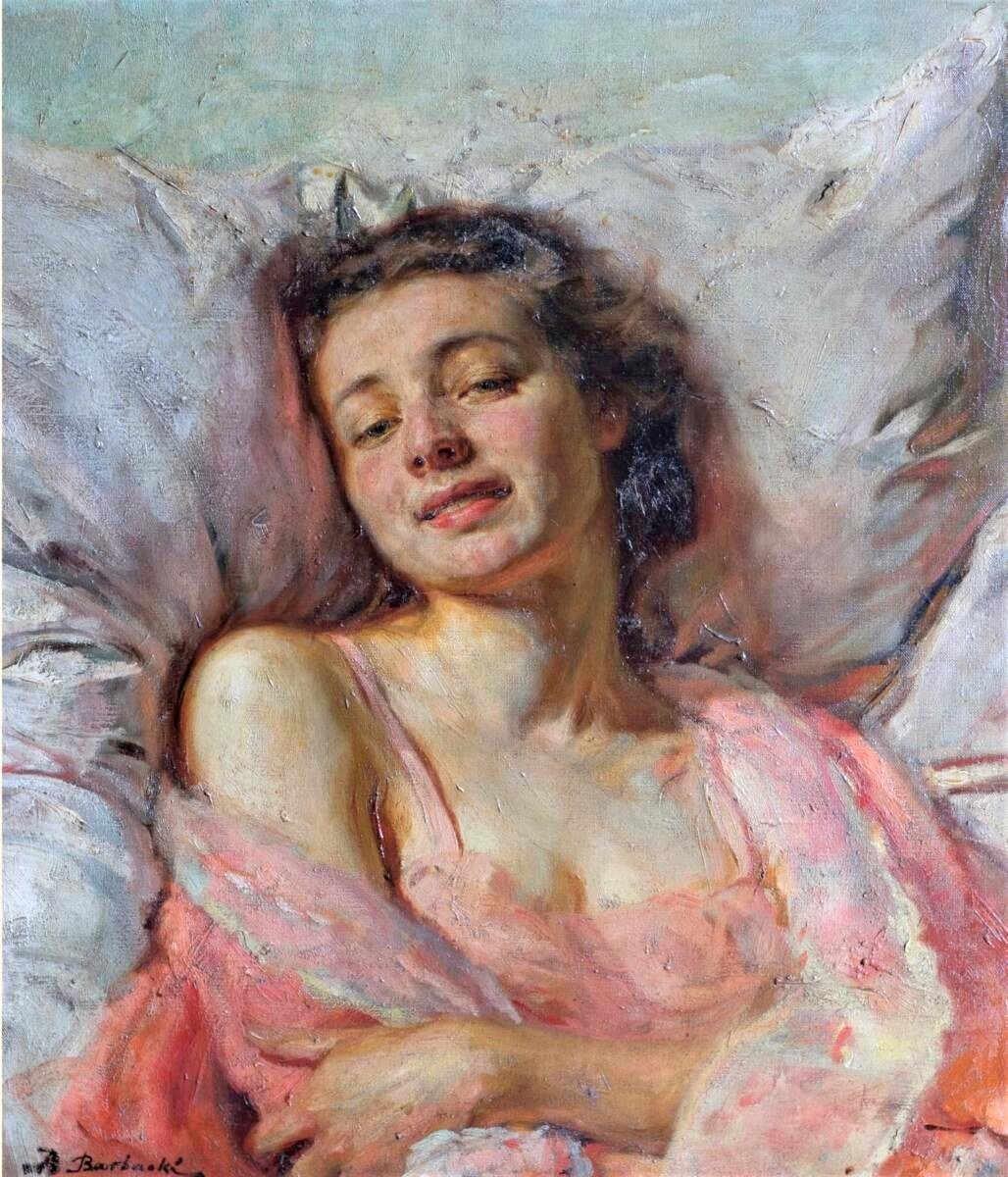
Hela II na tle poduszki z 1940 r. Muzeum Ziemi Sądeckiej